# Boragineae
Boragineae, tribus biljaka, dio potporodice Boraginoideae. Postoji 17 rodova unutar dva podtribusa. Poznatija vrsta je boražina (Borago officinalis).

## Rodovi
1. Subtribus Moritziinae Weigend
  1. Moritzia DC. ex Meisn. (3 spp.)
  2. Thaumatocaryon Baill. (1 sp.)
2. Subtribus Boragininae
  1. Trachystemon D. Don (1 sp.)
  2. Brunnera Stev. (3 spp.)
  3. Phyllocara Gusul. (1 sp.)
  4. Hormuzakia Gusul. (3 spp.)
  5. Gastrocotyle Bunge (2 spp.)
  6. Cynoglottis (Gusul.) Vural & Kit Tan (2 spp.)
  7. Lycopsis L. (2 spp.)
  8. Anchusella Bigazzi, E. Nardi & Selvi (2 spp.)
  9. Anchusa L. (29 spp.)
  10. Melanortocarya Selvi, Bigazzi, Hilger & Papini (1 sp.)
  11. Pulmonaria L. (21 spp.)
  12. Nonea Medik. (48 spp.)
  13. Symphytum L. (32 spp.)
  14. Pentaglottis Tausch (1 sp.)
  15. Borago L. (5 spp.)